# Dømkirke
Albums de Sunn O)))
Oracle
(2007) Monoliths & Dimensions
(2009)
Dømkirke est un album live du groupe de drone doom américain Sunn O))), sorti en 2008 sur Southern Lord Records. Il n’est disponible qu’en double vinyle, avec une piste par face.
Le concert a eu lieu à la cathédrale de Bergen, en Norvège.

## Liste des pistes
1. Why Dost Thou Hide Thyself in Clouds? – 15:08
2. Cannon – 18:05
3. Cymatics – 15:46
4. Masks the Ætmospheres – 15:15

## Personnel
- Stephen O'Malley - Guitare, basse
- Greg Anderson (en) - Guitare, basse
- Attila Csihar
- Steve Moore
- Lasse Marhaug
- T.O.S.

## Source
- (en) Cet article est partiellement ou en totalité issu de l’article de Wikipédia en anglais intitulé « Dømkirke » (voir la liste des auteurs).